# Грб Исланда
Грб Исланда је званични хералдички симбол Исланда. Грб приказује четири заштитника Исланда који стоје на базалтној плочи, са исландском заставом испред њих. Бик (исл. Griðungur) заштитник је северозападног Исланда, грифон/орао (Gammur) јесте заштитник североисточног, змај (Dreki) заштитник је југоисточног дела, а камени див (Bergrisi) југозападног. Ови заштитници су уживали огромно поштовање, толико да је постојао закон у време Викинга који је забрањивао да бродови који прилазе Исланду носе на прамцу застрашујуће симболе (попут змајевих глава) како заштитници не би били беспотребно узнемиравани.